# Purificación Pérez Benavent
Purificación Pérez Benavent (Valencia, 26 de junio de 1919-Windsor, 12 de octubre de 1995), conocida como Pura Arcos, fue una militante anarquista y activista feminista española. Ocupó diversos cargos en la organización feminista y anarcosindicalista Mujeres Libres.

## Biografía
Pura Pérez nació en Valencia, en el seno de una familia anarcosindicalista. Su abuelo y su padre fueron militantes del Sindicato de Transportes de la CNT.
Estudió hasta los doce años, inusual para la época, y cuando se crearon escuelas de educación secundaria tras la proclamación de la II República, reanudó los estudios. En 1933 se trasladó con su familia a Barcelona. En el barrio de Clot estudió en horario nocturno en la racionalista "Escuela Naturaleza" del pedagogo anarquista Joan Puig i Elias. Allí se unió a un ateneo libertario y se afilió a la Confederación Nacional del Trabajo (CNT).
En 1936 se integró en la organización feminista y anarcosindicalista Mujeres Libres. A mediados de 1937, decidió volver a Valencia, donde residía el gobierno republicano, para ocuparse de la secretaría local de Mujeres Libres. Formó parte del Subcomité Nacional del movimiento anarquista, concretamente en su Secretariado de Propaganda. Fue también profesora en la escuela de Tabernes de Valldigna.

“Se gestaba una revolución femenina, de la misma forma que entre todos se hacía una Revolución Social. Obreras, campesinas, enfermeras, licenciadas…Todas eran guiadas por el deseo de emancipación, su empeño era lograr una sociedad equitativa y un futuro mejor”.
Pura Pérez en 1999 sobre Mujeres Libres.

En Barcelona se inscribió en un curso de transporte y fue una de las pioneras integrantes del primer grupo de mujeres que obtuvieron el carnet de conducir tranvías en la ciudad. Intentó participar, en octubre de 1938, como secretaria de propaganda de Mujeres Libres en el pleno del Movimiento Libertario de Barcelona, pero Mujeres Libres como organización independiente fue vetada. Después, el 28 de noviembre de 1938, Pérez participó en un mitin en honor del anarcosindicalista Buenaventura Durruti en Játiva, con sus compañeros Cano Carrillo y un antiguo miembro del grupo de Durruti, Los Solidarios, de nombre Jover. Por estas fechas, también dio una conferencia en Valencia con el título "La Mujer y la Cultura". En el pleno barcelonés de Mujeres Libres, Pérez fue la representante de la sección de Propaganda de esta organización. 
Toda esta propaganda activa en la región valenciana hizo que fuera una mujer muy popular y conocida, circunstancia que le sería adversa a partir del triunfo del golpe de Estado militar de 1936 que le impidió llegar a la frontera de Francia. Por este motivo, estuvo dos años sin salir de casa, una vez que consiguió llegar a Barcelona. Aun así, aprovechó para estudiar bachillerato y actuó desde la clandestinidad en el barrio de El Clot, en la ciudad condal.
Se presentó a las oposiciones de practicantes titulares, de los Servicios Sanitarios Locales, en 1956, que se resolvieron dos años después. No se llegó a presentar en el destino, por lo que causó baja y perdió la plaza.
El 1959, Pura Arcos consiguió irse con su hija a Canadá, donde se reunió con su compañero Federico Arcos. Allí estudió inglés, hizo la carrera de enfermera y trabajó en esta profesión hasta su jubilación, a la vez que seguía desarrollando actividades anarquistas. Colaboró en las revistas Anthropos, Mujeres Libertarias de Madrid y Mujeres Libres de Londres. 
Murió el 12 de octubre de 1995 en Windsor, Canadá.

## Obras
- 1990 – The modern school movement. Historical and personal notas of the Ferrer schools in Spain. Friends of the Modern School. Junto a Mario Jordana, Abel Paz y Martha Ackelsberg.[9]
- 1999 – Mujeres Libres. Luchadoras libertarias. Fundación de Estudios Libertarios Anselmo Lorenzo. Madrid. Obra colectiva. ISBN 978-8486864330.[10]